# Булатов, Рафек Харисович
Рафек Харисович Булатов (11 апреля 1977) — российский футболист, полузащитник.
Воспитанник СДЮШОР «Спартак» Москва. В 1996—1997 годах играл в команде третьей лиги «Рода» Москва. В сезоне 1998/99 выступал в чемпионате Азербайджана за «Нефтчи» Баку. Затем играл за команды второго российского дивизиона «Титан» Железнодорожный (1999), «Лотто-МКМ» / «Уралан ПЛЮС» Москва (2000—2003), «Спортакадемклуб» Москва (2003).